# Decão

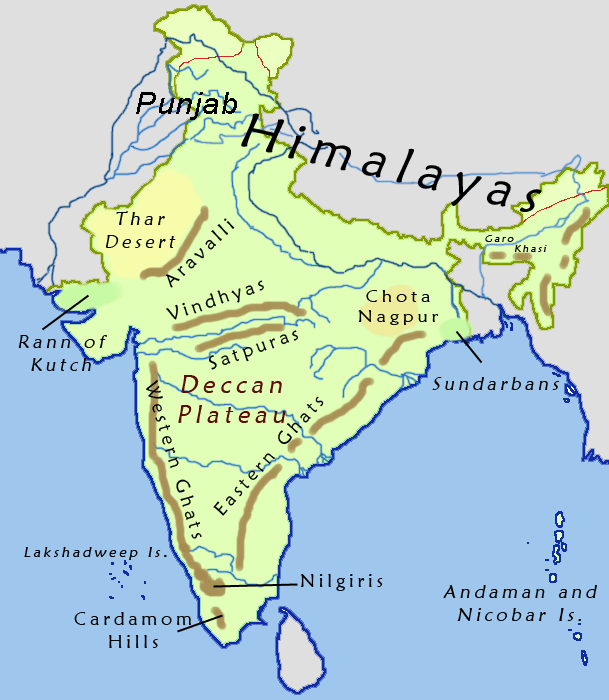
Mapa mostrando o planalto do Decão (Deccan Plateau)

O Decão é um vasto planalto, localizado na Índia, que conforma a maior parte do centro e do sul do país. Encontra-se ao sul da Planície Indo-Gangética e é limitado a oeste pelos Gates Ocidentais, a leste pelos Gates Orientais e ao norte pelos montes Víndias. Estas três cordilheiras juntas formam um triângulo que circunda o planalto.
A região está sujeita a abalos sísmicos, sujeitas as instabilidades geológicas da região, resultantes do encontro de placas tectônicas, que originam os abalos sísmicos e vulcanismos da região. É um planalto de origem antiga [Pré-Cambriano].É baixo, de altitudes modestas, mas rico em minerais. Os gentílicos de Decão são os substantivos e adjetivos de dois géneros decani e decanim.